# Спиди-гонщик
«Спиди-гонщик» (яп. マッハGoGoGo Махха Го: Го: Го:, Маха 555) — аниме-сериал, посвящённый автогонкам, экранизация одного из первых произведений знаменитого Тацуо Ёсиды, публиковавшегося в журнале «Сёнэн» в июне 1966 года по май 1968 года. В 2008 году по мотивам аниме-сериала Tatsunoko Production вышел одноимённый фильм сестёр Вачовски.
За пределами Японии демонстрировалась американская адаптация «Спиди-гонщик» (англ. Speed Racer), где все японские имена были заменены на англоязычные. 

## Сюжет
Спиди, чей отец, бывший чемпион по борьбе, сконструировал уникальный спортивный автомобиль «Mach 5», использует машину в борьбе с нечестными соперниками и преступниками.

## Список персонажей
- Спиди Рейсер (англ. Speed Racer, в оригинале Го Мифунэ (三船 剛 Мифунэ Го:) — главный герой, жизнь которого напрямую связана с гонками. Отец Спиди создал машину будущего поколения которая способна разрешить все проблемы, которые, то и дело, возникают у Спиди во время гонок. Он всегда готов принять участие в самых коварных гонках планеты и установить новые рекорды скорости. Занимает 3 строчку в списке 25 лучших персонажей аниме по версии IGN[2].

Сэйю: Кацудзи Мори
- Гонщик Икс (覆面レーサー Фукумэн Рэ:са:) — когда-то давно Рекс Рейсер (三船 研一 Мифунэ Кэнъити), старший брат Спиди, покинул дом, когда отец сказал, чтобы он больше никогда не участвовал в гонках. Гонщик Икс помогает Спиди, но Спиди не знает, что Гонщик Икс это на самом деле Рекс. Сложилась некая традиция того, что если Гонщик Икс участвует в какой либо гонке, то обязательно случаются аварии. Да и ещё к тому же он носит маску — это не вызывает большое уважение у публики. Когда Рекс ушёл из дома, он встретил профессионального гонщика Кабалу. В дальнейшем Кабала обучил его мастерству вождения.

Сэйю: Кинъя Айкава
- Трикси, англ. Trixie, в оригинале Мити Симура (志村 ミチ Симура Мити) — это девушка Спиди. Она всегда готова прийти на помощь Спиди, когда он в беде. Она пилотирует вертолёт и по рации предупреждает Спиди об опасности.

Сэйю: Ёсико Мацуо (1-4 серии), Митико Номура (5-52 серии)
- Спарки (англ. Sparky, в оригинале Сабу (サブ Сабу)) — механик компании Racer Motors, и знает Mach 5 (и любой другой автомобиль) от и до. Он — также лучший друг Спиди. Он работает в гараже Попса Рейсера. Искрене радуется победам Спиди в гонках. Интересуется техникой и специалист по тормозам.

Сэйю: Кэй Томияма
- Попс Рейсер, англ. Pops Racer, в оригинале Дайсукэ Мифунэ (三船 大助 Мифунэ Дайсукэ) — отец Спиди и гениальный инженер. Именно он создал Mach 5, на которой Спиди побеждает в гонках. Настороженно относится к участию Спиди в опасных гонках. В прошлом тоже был гонщиком и отличным борцом сумо.

Сэйю: Тэйдзи Омия
- Мама Спиди (三船 アヤ Мифунэ Ая) — также сильно переживает за него когда он участвует в гонках. Неплохо готовит. Выпекает печенье Колун июня. Хорошая домохозяйка и мать, много заботится о своих 3 детях.

Сэйю: Рёко Киномия
- Спрайтл Рейсер (англ. Spritle Racer, в оригинале Курио Мифунэ  (三船 くりお Мифунэ Курио) — младший брат Спиди, а Чим-Чим (англ. Chim-Chim в оригинале Сампэй (三平 Сампэй)) — его ручная обезьянка. Они почти совпадают по интеллекту и всегда ходят вместе, как настоящие друзья. Очень неугомонные и всегда хотят приключений. Часто залезают в багажник Mach 5, пока их никто не заметил, после чего умудряются выручать Спиди, когда он попадает в опасные ситуации.

Сэйю: Дзюнко Хори, Хироси Отакэ